# Leonard Frey
Leonard Frey (4 de setembro de  1938 – 24 de agosto de  1988) foi um ator americano. Ele ficou conhecido mundialmente pela sua interpretação do papel de Motel Kamzoil no filme Fiddler on the Roof (1971), que lhe valeu uma nomeação para o Oscar de melhor ator coadjuvante.  

## Biografia
Frey nasceu em Brooklyn, Nova Iorque. Depois de frequentar a  James Madison High School, ele estudou arte na Cooper Union, com o objetivo de se tornar pintor, antes de ingressar na   New York City's Neighborhood Playhouse tendo aí  atuado sobre a direção de Sanford Meisner e seguir uma carreira de teatro.
Em 1968, Frey recebeu críticas positivas na sua interpretação de Harold na peça de teatro Broadway The Boys in the Band. Ele surgiria dois anos depois num filme homónimo, realizado por William Friedkin.
Frey foi nomeado um Tony Award como Melhor Ator numa peça de teatro na sua interpretação na peça de The National Health. Outros importantes participações de Frey foram em peças como The Time of Your Life (1969), Beggar on Horseback (1970), Twelfth Night (1972) e The Man Who Came to Dinner (1980). Ele também representou Clare Quilty no musical de Alan Jay Lerner Lolita, My Love
Frey foi nomeado para Oscar de melhor ator coadjuvante pela sua interpretação do alfaiate Motel Kamzoil no filme de 1971 Fiddler on the Roof, realizado por Norman Jewison. Outros participações no cinema incluem papéis em filmes como  The Magic Christian (1969), Tell Me That You Love Me, Junie Moon (1970), Where the Buffalo Roam (1980), Up the Academy (1980), Tattoo (1981).
Na televisão, Frey surgiu em séries como Hallmark Hall of Fame; Medical Center Mission Impossible Eight is Enough, Quincy, M.E., Hart to Hart, Barney Miller (episódio de 1975: 'The Escape Artist' e episódio de 1980: 'Vanished', parte 2); Moonlighting; Murder, She Wrote, o seu último papel para a televisão em 1987 e na minissérie Testimony of Two Men, tal como o papel do vilão  Parker Tillman na comédia Best of the West. e Raymond Holyoke na série Mr. Smith, (que teve treze episódios e foi transmitida pela NBC, entre setembro e dezembro de 1983. Participou também no jogo Match Game-Hollywood Squares Hour
O seu último papel foi o de Walter Witherspoon no  telefilme realizado por Ozz Scott Bride of Boogedy em 1987. Frey era assumidamente gay.
Frey morreu com 49 anos vítima de uma doença relacionada com a aids  no Hospital Mount Sinai Beth Israel,  Manhattan, Nova Iorque.

## Filmografia
| Ano  | Título                                     | Papel           | Notas |
| ---- | ------------------------------------------ | --------------- | ----- |
| 1963 | The Fat Black Pussycat                     |                 |       |
| 1966 | Passages from James Joyce's Finnegans Wake | Celebrant       |       |
| 1969 | The Magic Christian                        | Laurence Faggot |       |
| 1970 | The Boys in the Band                       | Harold          |       |
| 1970 | Tell Me That You Love Me, Junie Moon       | Guiles          |       |
| 1971 | Fiddler on the Roof                        | Motel Kamzoil   |       |
| 1980 | Where the Buffalo Roam                     | Desk Clerk      |       |
| 1980 | Up the Academy                             | Keck            |       |
| 1981 | Tattoo                                     | Halsey          |       |
| 1982 | The Sound of Murder                        |                 |       |

## Prêmios e indicações
| Ano  | Associações   | Categoria                                         | Nomeações            | Resultado |
| ---- | ------------- | ------------------------------------------------- | -------------------- | --------- |
| 1970 | Laurel Awards | Estrela do Amanhã, Masculino                      | The Boys in the Band | 4º Lugar  |
| 1971 | Óscar         | Melhor Ator Coadjuvante                           | Fiddler on the Roof  | Indicado  |
| 1975 | Tony Award    | Tony Award de Melhor Ator Coadjuvante em uma Peça | The National Health  | Indicado  |